# 浯江書院
浯江書院是一座位於中華民國福建省金門縣金城鎮北門里的書院。始建於清乾隆四十六年（1781年），前身是金沙書院，前為儀門、大門，中為講堂，左右兩側各有學舍八間，外為大庭、照墻，後為朱子祠，民國初年廢棄，民國五十三（1964年）在原址建金城鎮公所，民國九十二（2003年）在原址重建浯江書院。